# The Brier

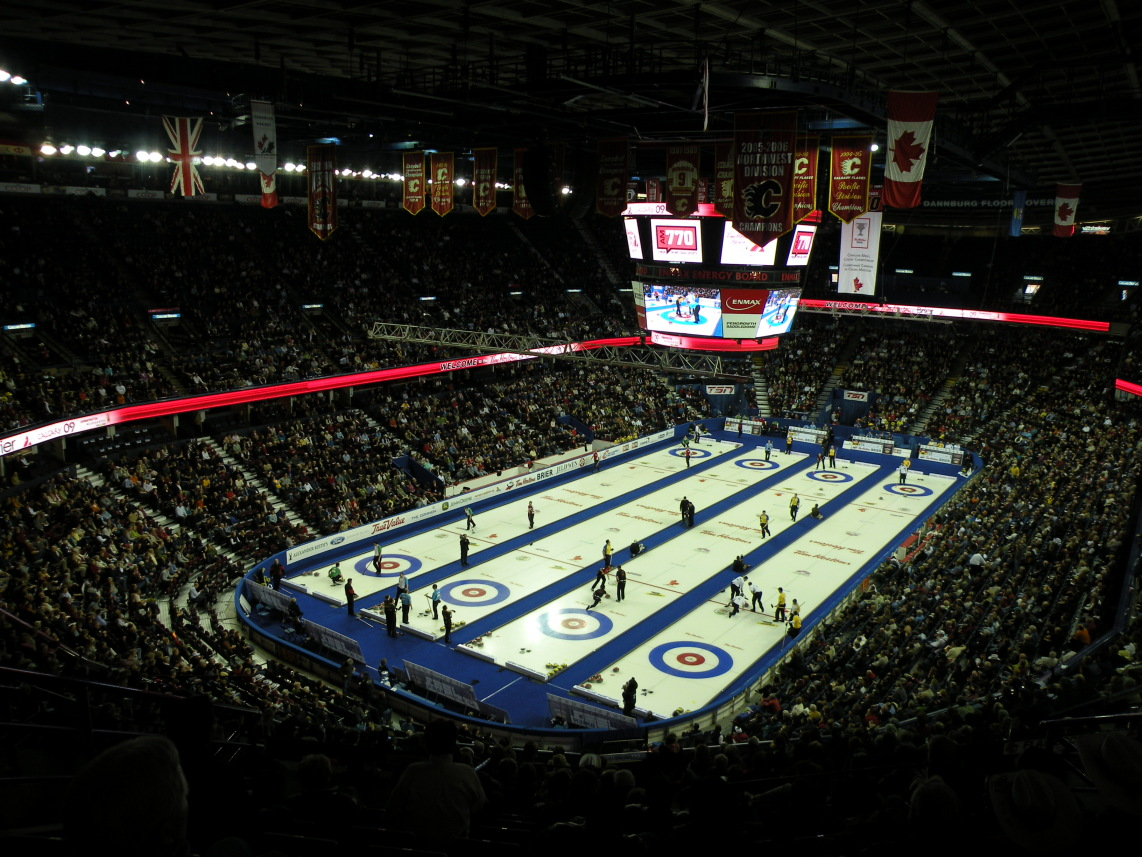
Das Tim Hortons Brier 2009 im Pengrowth Saddledome in Calgary, 12. März 2009.

Tim Hortons Brier sind die nationalen kanadischen Curling-Meisterschaften, die alljährlich von der Canadian Curling Association (CCA) veranstaltet werden. Der momentane Name stammt vom Hauptsponsor, der Kaffeehauskette Tim Hortons, gebräuchlich ist aber eher die Bezeichnung „the brier“.
In Kanada werden seit 1927 nationale Curlingmeisterschaften ausgetragen. In den ersten 50 Jahren wurde The Brier von Macdonald Tobacco gesponsert, danach von 1980 bis 2000 von Labatt. In der Zeit von 2001 bis 2004 übernahm Nokia Canada das Sponsoring der Meisterschaft.
Die Round Robin wurde bis 2017 mit zwölf Mannschaften gespielt, wobei bis 2014 jede der zehn Provinzen eine Mannschaft stellte; dazu kam eine Mannschaft der drei Territorien und als zwölfte Mannschaft seit 1986 die Vorjahressiegerinnen als sog. „Team Kanada“.  2015 wurde das System umgestellt. Nunmehr konnte auch jedes der drei Territorien eine eigene Mannschaft entsenden; außerdem wurde Ontario mit dem Team  „Northern Ontario“ eine zweite Mannschaft zugestanden. Die Teilnehmerzahl von 12 Teams blieb aber unverändert. Automatisch qualifiziert waren neben dem Team Kanada (Platz eins im Vorjahr) die Teams der Provinzen und Territorien, die im Vorjahr die Plätze zwei bis elf belegt haben. Für den zwölften Startplatz fand ein Qualifikationsturnier statt, an dem das Team der Provinz bzw. des Territoriums, die bzw. das im Vorjahr den letzten Platz belegt hat, und die Teams, die im Vorjahr nicht qualifiziert waren, teilnahmen. Nach der Round Robin wurden die Sieger im Page-Playoff-System ermittelt.
Seit 2018 nehmen 16 Teams am Turnier teil, nämlich je eines aus den zehn Provinzen und drei Territorien, ferner ein Team aus Northern Ontario, das aus den Vorjahressiegern bestehende Team Kanada und ein Team Wildcard, das vor Turnierbeginn durch ein Spiel zwischen den beiden im Canadian Team Ranking System bestplatzierten, aber bislang nicht  qualifizierten Teams ermittelt wird. Es werden zwei Gruppen zu je acht Teams gebildet, die in der Round Robin gegeneinander spielen. Die jeweils besten vier Teams spielen dann untereinander die vier Teilnehmer der Finalrunde aus.
Das entsprechende Turnier der Frauen heißt Tournament of Hearts.

## Sieger

### Macdonald Brier
| Brier | Siegerprovinz    | Siegerteam                                                             | Gastgeber     |
| ----- | ---------------- | ---------------------------------------------------------------------- | ------------- |
| 1927  | Nova Scotia      | Murray Macneill, Al MacInnes, Cliff Torey, Jim Donahoe                 | Toronto       |
| 1928  | Manitoba         | Gordon Hudson, Sam Penwarden, Ron Singbush, Bill Grant                 | Toronto       |
| 1929  | Manitoba         | Gordon Hudson, Don Rollo, Ron Singbush, Bill Grant                     | Toronto       |
| 1930  | Manitoba         | Harold Wood, Jimmy Congalton, Victor Wood, Lionel Wood                 | Toronto       |
| 1931  | Manitoba         | Bob Gourlay, Ernie Pollard, Arnold Lockerbie, Ray Stewart              | Toronto       |
| 1932  | Manitoba         | Jimmy Congalton, Howard Wood, Bill Noble, Harry Mawhinney              | Toronto       |
| 1933  | Alberta          | Cliff Manahan, Harold Deeton, Harold Wolfe, Bert Ross                  | Toronto       |
| 1934  | Manitoba         | Leo Johnson, Lorne Stewart, Linc Johnson, Marno Frederickson           | Toronto       |
| 1935  | Ontario          | Gordon Campbell, Don Campbell, Gord Coates, Duncan Campbell            | Toronto       |
| 1936  | Manitoba         | Ken Watson, Grant Watson, Marvin MacIntyre, Charles Kerr               | Toronto       |
| 1937  | Alberta          | Cliff Manahan, Wes Robinson, Ross Manahan, Lloyd McIntyre              | Toronto       |
| 1938  | Manitoba         | Ab Gowanlock, Bung Cartwell, Bill McKnight, Tom Knight                 | Toronto       |
| 1939  | Ontario          | Bert Hall, Perry Hall, Ernie Parks, Cam Seagram                        | Toronto       |
| 1940  | Manitoba         | Howard Wood, Ernie Pollard, Howard Wood, Jr., Roy Enman                | Winnipeg      |
| 1941  | Alberta          | Howard Palmer, Jack Lebeau, Art Gooder, Clare Webb                     | Toronto       |
| 1942  | Manitoba         | Ken Watson, Grant Watson, Charlie Scrymgeour, Jim Grant                | Québec        |
| 1946  | Alberta          | Billy Rose, Bart Swelin, Austin Smith, George Crooks                   | Saskatoon     |
| 1947  | Manitoba         | Jimmy Welsh, Alex Welsh, Jack Reid, Harry Monk                         | Saint John    |
| 1948  | British Columbia | Frenchy D'Amour, Bob McGhie, Fred Wendell, Jim Mark                    | Calgary       |
| 1949  | Manitoba         | Ken Watson, Grant Watson, Lyle Dyker, Charles Read                     | Hamilton      |
| 1950  | Northern Ontario | Tim Ramsay, Len Williamson, Bill Weston, Billy Kenny                   | Vancouver     |
| 1951  | Nova Scotia      | Don Oyler, George Hanson, Fred Dyke, Wally Knock                       | Halifax       |
| 1952  | Manitoba         | Billy Walsh, Al Langlois, Andy McWilliams, John Watson                 | Winnipeg      |
| 1953  | Manitoba         | Ab Gowanlock, Jim Williams, Art Pollon, Russ Jackman                   | Sudbury       |
| 1954  | Manitoba         | Matt Baldwin, Glenn Gray, Pete Ferry, Jim Collins                      | Edmonton      |
| 1955  | Saskatchewan     | Garnet Campbell, Don Campbell, Glenn Campbell, Lloyd Campbell          | Regina        |
| 1956  | Manitoba         | Billy Walsh, Al Langlois, Cy White, Andy McWilliams                    | Moncton       |
| 1957  | Alberta          | Matt Baldwin, Gordon Haynes, Art Kleinmeyer, Bill Price                | Kingston      |
| 1958  | Alberta          | Matt Baldwin, Jack Geddes, Gordon Haynes, Bill Price                   | Victoria      |
| 1959  | Saskatchewan     | Ernie Richardson, Arnold Richardson, Garnet Richardson, Wes Richardson | Québec        |
| 1960  | Saskatchewan     | Ernie Richardson, Arnold Richardson, Garnet Richardson, Wes Richardson | Fort William  |
| 1961  | Alberta          | Hec Gervais, Ron Anton, Ray Werner, Wally Ursuliak                     | Calgary       |
| 1962  | Saskatchewan     | Ernie Richardson, Arnold Richardson, Garnet Richardson, Wes Richardson | Kitchener     |
| 1963  | Saskatchewan     | Ernie Richardson, Arnold Richardson, Garnet Richardson, Mel Perry      | Brandon       |
| 1964  | British Columbia | Lyall Dagg, Leo Hebert, Fred Britton, Barry Naimark                    | Charlottetown |
| 1965  | Manitoba         | Terry Braunstein, Don Duguid, Ron Braunstein, Ray Turnbull             | Saskatoon     |
| 1966  | Alberta          | Ron Northcott, George Finks, Bernie Sparkes, Fred Storey               | Halifax       |
| 1967  | Ontario          | Alf Phillips, Jr., John Ross, Ron Manning, Keith Reilly                | Ottawa        |
| 1968  | Alberta          | Ron Northcott, Jim Shields, Bernie Sparkes, Fred Storey                | Kelowna       |
| 1969  | Alberta          | Ron Northcott, Dave Gerlach, Bernie Sparkes, Fred Storey               | Oshawa        |
| 1970  | Manitoba         | Don Duguid, Rod Hunter, Jim Pettapiece, Bryan Wood                     | Winnipeg      |
| 1971  | Manitoba         | Don Duguid, Rod Hunter, Jim Pettapiece, Bryan Wood                     | Québec        |
| 1972  | Manitoba         | Orest Meleschuk, Dave Romaro, John Hanesiak, Pat Hailley               | St. John's    |
| 1973  | Saskatchewan     | Harvey Mazinke, Billy Martin, George Achtymichuk, Dan Klippenstein     | Edmonton      |
| 1974  | Alberta          | Hec Gervais, Ron Anton, Warren Hansen, Darrel Sutton                   | London        |
| 1975  | Northern Ontario | Bill Tetley, Rick Lang, Bill Hodgson, Peter Hnatiw                     | Fredericton   |
| 1976  | Neufundland      | Jack Macduff, Toby Mcdonald, Doug Hudson, Ken Templeton                | Regina        |
| 1977  | Québec           | Jim Ursel, Art Lobel, Don Aitken, Brian Ross                           | Montreal      |
| 1978  | Alberta          | Ed Lukowich, Mike Chernoff, Dale Johnston, Ron Schindle                | Vancouver     |
| 1979  | Manitoba         | Barry Fry, Bill Carey, Gordon Sparkes, Bryan Wood                      | Ottawa        |

### Labatt Brier
| Brier | Siegerprovinz    | Siegerteam                                                   | Finalist Provinz | Finalist Team                                                  | Gastgeber            |
| ----- | ---------------- | ------------------------------------------------------------ | ---------------- | -------------------------------------------------------------- | -------------------- |
| 1980  | Saskatchewan     | Rick Folk, Ron Mills, Tom Wilson, Jim Wilson                 | Northern Ontario | Al Hackner, Rick Lang, Bob Nichol, Bruce Kennedy               | Calgary              |
| 1981  | Manitoba         | Kerry Burtnyk, Mark Olson, Jim Spencer, Ron Kammerlock       | Northern Ontario | Al Hackner, Rick Lang, Bob Nichol, Bruce Kennedy               | Halifax              |
| 1982  | Northern Ontario | Al Hackner, Rick Lang, Bob Nichol, Bruce Kennedy             | British Columbia | Brent Giles, Greg Monkman, Al Roemer, Brad Giles               | Brandon              |
| 1983  | Ontario          | Ed Werenich, Paul Savage, John Kawaja, Neil Harrison         | Alberta          | Ed Lukowich, Mike Chernoff, Neil Houston, Brent Syme           | Sudbury              |
| 1984  | Manitoba         | Michael Riley, Brian Toews, John Helston, Russ Wookey        | Ontario          | Ed Werenich, Paul Savage, John Kawaja, Neil Harrison           | Victoria             |
| 1985  | Northern Ontario | Al Hackner, Rick Lang, Ian Tetley, Pat Perroud               | Alberta          | Pat Ryan, Gord Trenchie, Don Mckenzie, Don Walchuk             | Moncton              |
| 1986  | Alberta          | Ed Lukowich, John Ferguson, Neil Houston, Brent Syme         | Ontario          | Russ Howard, Glenn Howard, Tim Belcourt, Kent Carstairs        | Kitchener            |
| 1987  | Ontario          | Russ Howard, Glenn Howard, Tim Belcourt, Kent Carstairs      | British Columbia | Bernie Sparkes, Jim Armstrong, Monte Ziola, Jamie Sexton       | Edmonton             |
| 1988  | Alberta          | Pat Ryan, Randy Ferbey, Don Walchuk, Don McKenzie            | Saskatchewan     | Eugene Hritzuk, Del Shaughnessy, Murray Soparlo, Don Dabrowski | Chicoutimi-Jonquière |
| 1989  | Alberta          | Pat Ryan, Randy Ferbey, Don Walchuk, Don McKenzie            | British Columbia | Rick Folk, Bert Gretzinger, Rob Koffski, Doug Smith            | Saskatoon            |
| 1990  | Ontario          | Ed Werenich, John Kawaja, Ian Tetley, Pat Perroud            | New Brunswick    | Jim Sullivan, Charlie Sullivan, Sr., Craig Burgess, Paul Power | Sault Ste. Marie     |
| 1991  | Alberta          | Kevin Martin, Kevin Park, Dan Petryk, Don Barlett            | Saskatchewan     | Randy Woytowich, Brian McCusker, Wyatt Buck, John Grundy       | Hamilton             |
| 1992  | Manitoba         | Vic Peters, Dan Carey, Chris Neufeld, Don Rudd               | Ontario          | Russ Howard, Glenn Howard, Wayne Middaugh, Peter Corner        | Regina               |
| 1993  | Ontario          | Russ Howard, Glenn Howard, Wayne Middaugh, Peter Corner      | British Columbia | Rick Folk, Pat Ryan, Bert Gretzinger, Gerry Richard            | Ottawa               |
| 1994  | British Columbia | Rick Folk, Pat Ryan, Bert Gretzinger, Gerry Richard          | Ontario          | Russ Howard, Glenn Howard, Wayne Middaugh, Peter Corner        | Red Deer             |
| 1995  | Manitoba         | Kerry Burtnyk, Jeff Ryan, Rob Meakin, Keith Fenton           | Saskatchewan     | Brad Heidt, Mark Dacey, Wayne Charteris, Dan Ormsby            | Halifax              |
| 1996  | Manitoba         | Jeff Stoughton, Ken Tresoor, Garry VanDenBerghe, Steve Gould | Alberta          | Kevin Martin, Don Walchuk, Shawn Broda, Don Bartlett           | Kamloops             |
| 1997  | Alberta          | Kevin Martin, Don Walchuk, Rudy Ramcharan, Don Bartlett      | Manitoba         | Vic Peters, Dan Carey, Chris Neufeld, Scott Grant              | Calgary              |
| 1998  | Ontario          | Wayne Middaugh, Graeme McCarrel, Ian Tetley, Scott Bailey    | Québec           | Guy Hemmings, Pierre Charette, Guy Thibaudeau, Dale Ness       | Winnipeg             |
| 1999  | Manitoba         | Jeff Stoughton, Jon Mead, Garry VanDenBerghe, Doug Armstrong | Québec           | Guy Hemmings, Pierre Charette, Guy Thibaudeau, Dale Ness       | Edmonton             |
| 2000  | British Columbia | Greg McAulay, Brent Pierce, Bryan Miki, Jody Sveistrup       | New Brunswick    | Russ Howard, Wayne Tallon, Rick Perron, Grant Odishaw          | Saskatoon            |

### Nokia Brier
| Brier | Siegerprovinz | Siegerteam                                                | Finalist Provinz | Finalist Team                                             | Gastgeber |
| ----- | ------------- | --------------------------------------------------------- | ---------------- | --------------------------------------------------------- | --------- |
| 2001  | Alberta       | Randy Ferbey, David Nedohin, Scott Pfeifer, Marcel Rocque | Manitoba         | Kerry Burtnyk, Jeff Ryan, Rob Meakin, Keith Fenton        | Ottawa    |
| 2002  | Alberta       | Randy Ferbey, David Nedohin, Scott Pfeifer, Marcel Rocque | Ontario          | John Morris, Joe Frans, Craig Savill, Brent Laing         | Calgary   |
| 2003  | Alberta       | Randy Ferbey, David Nedohin, Scott Pfeifer, Marcel Rocque | Nova Scotia      | Mark Dacey, Bruce Lohnes, Rob Harris, Andrew Gibson       | Halifax   |
| 2004  | Nova Scotia   | Mark Dacey, Bruce Lohnes, Rob Harris, Andrew Gibson       | Alberta          | Randy Ferbey, David Nedohin, Scott Pfeifer, Marcel Rocque | Saskatoon |

### Tim Hortons Brier
| Brier | Siegerprovinz | Siegerteam                                                         | Finalist Provinz | Finalist Team                                                | Gastgeber |
| ----- | ------------- | ------------------------------------------------------------------ | ---------------- | ------------------------------------------------------------ | --------- |
| 2005  | Alberta       | Randy Ferbey, David Nedohin, Scott Pfeifer, Marcel Rocque          | Nova Scotia      | Shawn Adams, Paul Flemming, Craig Burgess, Kelly Mittelstadt | Edmonton  |
| 2006  | Québec        | Jean-Michel Ménard, François Roberge, Éric Sylvain, Maxime Elmaleh | Ontario          | Glenn Howard, Richard Hart, Brent Laing, Craig Savill        | Regina    |
| 2007  | Ontario       | Glenn Howard, Richard Hart, Brent Laing, Craig Savill              | Neufundland      | Brad Gushue, Mark Nichols, Chris Schille, Jamie Korab        | Hamilton  |
| 2008  | Alberta       | Kevin Martin, John Morris, Marc Kennedy, Ben Hebert                | Ontario          | Glenn Howard, Richard Hart, Brent Laing, Craig Savill        | Winnipeg  |
| 2009  | Alberta       | Kevin Martin, John Morris, Marc Kennedy, Ben Hebert                | Manitoba         | Jeff Stoughton, Kevin Park, Rob Fowler, Steve Gould          | Calgary   |
| 2010  | Alberta       | Kevin Koe, Blake MacDonald, Carter Rycroft, Nolan Thiessen         | Ontario          | Glenn Howard, Richard Hart, Brent Laing, Craig Savill        | Halifax   |

| Jahr | Gold                     | Gold                                                                | Silber                   | Silber                                                              | Bronze                   | Bronze                                                         | Gastgeber                            |
| Jahr | Provinz                  | Team                                                                | Provinz                  | Team                                                                | Provinz                  | Team                                                           | Gastgeber                            |
| ---- | ------------------------ | ------------------------------------------------------------------- | ------------------------ | ------------------------------------------------------------------- | ------------------------ | -------------------------------------------------------------- | ------------------------------------ |
| 2011 | Manitoba                 | Jeff Stoughton, Jon Mead, Reid Carruthers, Steve Gould              | Ontario                  | Glenn Howard, Richard Hart, Brent Laing, Craig Savill               | Neufundland und Labrador | Brad Gushue, Mark Nichols, Ryan Fry, Jamie Danbrook            | London, Ontario                      |
| 2012 | Ontario                  | Glenn Howard, Wayne Middaugh, Brent Laing, Craig Savill             | Alberta                  | Kevin Koe, Pat Simmons, Carter Rycroft, Nolan Thiessen              | Manitoba                 | Rob Fowler, Allan Lyburn, Richard Daneault, Derek Samagalski   | Saskatoon, Saskatchewan              |
| 2013 | Northern Ontario         | Brad Jacobs, Ryan Fry, E. J. Harnden, Ryan Harnden                  | Manitoba                 | Jeff Stoughton, Jon Mead, Reid Carruthers, Mark Nichols             | Ontario                  | Glenn Howard, Wayne Middaugh, Brent Laing, Craig Savill        | Edmonton, Alberta                    |
| 2014 | Alberta                  | Kevin Koe, Pat Simmons, Carter Rycroft, Nolan Thiessen              | British Columbia         | John Morris, Jim Cotter, Tyrel Griffith, Rick Sawatsky              | Manitoba                 | Jeff Stoughton, Jon Mead, Mark Nichols, Reid Carruthers        | Kamloops, British Columbia           |
| 2015 | Kanada                   | Pat Simmons, John Morris, Carter Rycroft Nolan Thiessen             | Northern Ontario         | Brad Jacobs, Ryan Fry, E. J. Harnden, Ryan Harnden                  | Saskatchewan             | Steve Laycock, Kirk Muyres, Colton Flasch, Dallan Muyres       | Calgary, Alberta                     |
| 2016 | Alberta                  | Kevin Koe, Marc Kennedy, Brent Laing, Ben Hebert                    | Neufundland und Labrador | Brad Gushue, Mark Nichols, Brett Gallant, Geoff Walker              | Northern Ontario         | Brad Jacobs, Ryan Fry, E. J. Harnden, Ryan Harnden             | Ottawa, Ontario                      |
| 2017 | Neufundland und Labrador | Brad Gushue, Mark Nichols, Brett Gallant, Geoff Walker              | Kanada                   | Kevin Koe, Marc Kennedy, Brent Laing, Ben Hebert                    | Manitoba                 | Mike McEwen, B. J. Neufeld, Matt Wozniak, Denni Neufeld        | St. John’s, Neufundland und Labrador |
| 2018 | Kanada                   | Brad Gushue, Mark Nichols, Brett Gallant, Geoff Walker              | Alberta                  | Brendan Bottcher, Darren Moulding, Bradley Thiessen, Karrick Martin | Ontario                  | John Epping, Mathew Camm, Patrick Janssen, Tim March           | Regina, Saskatchewan                 |
| 2019 | Alberta                  | Kevin Koe, B. J. Neufeld, Colton Flash, Ben Hebert                  | Wildcard                 | Brendan Bottcher, Darren Moulding, Bradley Thiessen, Karrick Martin | Northern Ontario         | Brad Jacobs, Ryan Fry, E. J. Harnden, Ryan Harnden             | Brandon, Manitoba                    |
| 2020 | Neufundland und Labrador | Brad Gushue, Mark Nichols, Brett Gallant, Geoff Walker              | Alberta                  | Brendan Bottcher, Darren Moulding, Bradley Thiessen, Karrick Martin | Saskatchewan             | Matt Dunstone, Braeden Moskowy, Catlin Schneider, Dustin Kidby | Kingston, Ontario                    |
| 2021 | Alberta                  | Brendan Bottcher, Darren Moulding, Bradley Thiessen, Karrick Martin | Wildcard 2               | Kevin Koe, B. J. Neufeld, John Morris, Ben Hebert                   | Saskatchewan             | Matt Dunstone, Braeden Moskowy, Kirk Muyres, Dustin Kidby      | Kingston, Ontario                    |
| 2022 |                          |                                                                     |                          |                                                                     |                          |                                                                | Lethbridge, Alberta                  |